# Halimayn (huyện)
Huyện Halimayn là một huyện thuộc tỉnh Lahij, Yemen. Đến thời điểm năm 2003, huyện này có dân số 27871 người